# Бурьян, Надежда Ивановна
Надежда Ивановна Бурьян (1 марта 1923, Россошь, Воронежская губерния — 2011) — советский и украинский учёный в области микробиологии виноделия. Доктор технических наук с 1984 года, профессор, почетный академик Крымской академии наук с 1994 года.

## Биография
Родилась 1 марта 1923 года в городе Россошь в Восточной Слобожанщине (Воронежская область, Россия) в рабочей семье. В 1948 году окончила Воронежский государственный университет. С 1948 на научно-исследовательской работе в Институте виноградарства и виноделия «Магарач» в Ялте:
В 1948—1961 годах — научный сотрудник . В 1960 году защитила кандидатскую диссертацию. В 1961—1987 годах — заведующая лабораторией микробиологии. В 1985 году защитила докторскую диссертацию; В 1986 году за создание научной школы и подготовку научных кадров для винодельческой промышленности (ученики профессор Кишковская С. А. и другие) ей было присвоено ученое звание профессора.
С 1987 года — главный научный сотрудник, консультант селекционно-биотехнического центра, затем ведущий научный сотрудник отдела микробиологии.
Умерла в 2011 году.

## Семья
- Муж - Владимир Федорович Рыбин, ученый-агроном, кандидат биологических наук.
- Дочь - Селиванова Наталья Владимировна, заслуженный учитель АР Крым, преподаётв  ЭУВК «Школа будущего»[1].

## Научная деятельность
Начинала работу под руководством известных ученых: виноделов и микробиологов Н. Ф. Саенко, В. И. Нилова, Е. Н. Одинцовой, а затем – профессора Г. Г. Валуйко. 
Разработала эффективные технологические приемы борьбы с вредной микрофлорой сусла и вина, ряд методов микробиологического контроля в винодельческой промышленности; отобрала высокопродуктивные штаммы дрожжей и внедрила их в производство. Установленные ею закономерности обмена веществ дрожжей в зависимости от условий развития явились теоретическим обоснованием разработки технологии приготовления столовых виноматериалов и натуральных полусладких игристых вин при непрерывном брожении. Ей была разработана и внедрена технология производства столовых виноматериалов в условиях непрерывного брожения виноградного сусла. Расы дрожжей Феодосия 1-19, Судак VI-5, Кокур-3 и др., выделенные Бурьян Н. И., широко применяются в винодельческой промышленности Украины и СНГ и дают значительный экономический эффект.
Автор более чем 244 научных работ, 37 авторских свидетельств на изобретения, имеет четыре патента Украины, подготовила 18 специалистов высшей квалификации (аспирантов).

## Знаки отличия
- Награждена орденом «Знак Почета», золотой медалью имени Л. С. Голицына[3];
- Заслуженный деятель науки и техники Автономной Республики Крым[3];
- Лауреат премии имени профессора Г. Г. Валуйко в номинации «Книга. Монография» (от 2004 года)[1].

## Память
Имя Надежды Бурьян занесен в Книгу Почета Союза виноделов Крыма, а также включено в Энциклопедию виноградарства (1986 год, Кишинёв) и энциклопедический словарь «Женщины Украины» (2001 год, Киев).